# Liga dos Campeões de Hóquei em Patins de 2004–05
A Liga dos Campeões de Hóquei em Patins de 2004–05 foi a 40ª edição da a maior competição de clubes europeus de hóquei em patins masculino organizada pelo CERH. 

## Equipas da Liga dos Campeões 2004-05
As equipas classificadas são: 
| Fase             | Equipas         | Equipas        | Equipas         | Equipas        |
| ---------------- | --------------- | -------------- | --------------- | -------------- |
| Fase de Grupos   | RSC Uttigen     |                |                 |                |
|                  |                 |                |                 |                |
| 1.ª Eliminatória | FC Barcelona    | Igualada HC    | Liceo da Coruña | Reus Deportiu  |
| 1.ª Eliminatória | FC Porto        | OC Barcelos    | UD Oliveirense  | Hockey Bassano |
| 1.ª Eliminatória | Hockey Prato    | Roller Salerno | La Vendéenne    | HC Quévert     |
| 1.ª Eliminatória | SCRA Saint-Omer | SC Thunerstern |                 |                |

## 1ª Eliminatória
| Visitado       | Resultado | Visitante       | 1ª Mão | 2ª Mão |
| HC Quévert     | 3-13      | FC Barcelona    | 1-5    | 2-8    |
| St. Omer       | 5-13      | OC Barcelos     | 2-7    | 3-6    |
| HC Igualada    | 6-3       | Bassano         | 4-0    | 2-3    |
| La Vendéenne   | 2-14      | Réus Deportiu   | 0-6    | 2-8    |
| Salerno        | 6-5       | HC Liceo Coruña | 2-3    | 4-2    |
| UD Oliveirense | 8-4       | Hockey Prato    | 5-3    | 3-1    |
| FC Porto       | 11-6      | SC Thunerstern  | 11-1   | 0-5    |
| RSC Uttigen    | Isento    |                 |        |        |

## Fase de Grupos

### Grupo A
| Equipe         | Pts | J | V | E | D | GM | GS | DG  |
| -------------- | --- | - | - | - | - | -- | -- | --- |
| FC Barcelona   | 10  | 6 | 5 | 0 | 1 | 42 | 13 | 29  |
| UD Oliveirense | 8   | 6 | 4 | 0 | 2 | 36 | 23 | 13  |
| HC Igualada    | 6   | 6 | 3 | 0 | 3 | 37 | 15 | 22  |
| RSC Uttigen    | 0   | 6 | 0 | 0 | 6 | 8  | 72 | -64 |

|                | BAR | OLI | IGU | UTI  |
| -------------- | --- | --- | --- | ---- |
| FC Barcelona   | –   | 2-3 | 6-1 | 17-3 |
| UD Oliveirense | 3-6 | –   | 5-4 | 22-2 |
| HC Igualada    | 1-4 | 8-0 | –   | 16-0 |
| RSC Uttigen    | 2-7 | 1-3 | 0-7 | –    |

### Grupo B
| Equipe        | Pts | J | V | E | D | GM | GS | DG  |
| ------------- | --- | - | - | - | - | -- | -- | --- |
| FC Porto      | 12  | 6 | 6 | 0 | 0 | 24 | 6  | 18  |
| Réus Deportiu | 8   | 6 | 4 | 0 | 2 | 22 | 8  | 14  |
| OC Barcelos   | 4   | 6 | 2 | 0 | 4 | 12 | 18 | -6  |
| Salerno       | 0   | 6 | 0 | 0 | 6 | 7  | 33 | -26 |

|               | FCP | REU | OCB | SAL |
| ------------- | --- | --- | --- | --- |
| FC Porto      | –   | 3-0 | 4-1 | 7-1 |
| Réus Deportiu | 2-3 | –   | 2-0 | 6-0 |
| OC Barcelos   | 2-3 | 0-5 | –   | 3-2 |
| Salerno       | 0-4 | 2-7 | 2-6 | –   |

## Final a Quatro
A Final a Quatro da Liga Europeia de 2004/05 foi disputada entre 14 de Maio e 15 de Maio de 2005, Réus, Espanha.  

## Competição

### Quadro de Jogos
|  | Semifinal      | Semifinal |   |  | Final        | Final |  |
|  |                |           |   |  |              |       |  |
|  | 14 de Maio     |           |   |  |              |       |  |
|  | Réus Deportiu  | 4(4)      |   |  |              |       |  |
|  | FC Barcelona   | 4(5)pro   |   |  |              |       |  |
|  |                |           |   |  |              |       |  |
|  |                |           |   |  | 15 de Maio   |       |  |
|  |                |           |   |  | FC Barcelona | 3     |  |
|  |                | FC Porto  | 2 |  |              |       |  |
|  |                |           |   |  |              |       |  |
|  |                |           |   |  |              |       |  |
|  |                |           |   |  |              |       |  |
|  | 14 de Maio     |           |   |  |              |       |  |
|  | UD Oliveirense | 4(4)      |   |  |              |       |  |
|  | FC Porto       | 4(5)pen   |   |  |              |       |  |

| FC Barcelona (16) |

## Ligações Externas
- CERH website

### Internacional
- Ligações para todos os sítios de hóquei
- Mundook- Sítio com notícias de todo o mundo do hóquei
- Hoqueipatins.com - Sítio com todos os resultados de Hóquei em Patins